# 蕭推
蕭 推（しょう すい、生年不詳 - 太清2年11月4日（548年12月19日））は、南朝梁の皇族。字は智進。

## 経歴
安成康王蕭秀の子として生まれた。若くして文章を好み、簡文帝の賞賛を受けた。普通6年（525年）、南浦侯に封じられた。寧遠将軍・淮南郡太守として出向した。軽車将軍・晋陵郡太守に転じ、給事中・太子洗馬・秘書丞を歴任した。戎昭将軍・呉郡太守として出向した。かれの赴任するところには必ず日照りの災害が起こったので、呉郡の人はかれのことを「旱母」と渾名した。太清2年（548年）、侯景の乱が起こると、蕭推は東府城を守備し、反乱軍の攻撃に抗戦した。11月辛酉、東府城が陥落し、蕭推は反乱軍に殺害された。

## 伝記資料
- 『梁書』巻22 列伝第16
- 『南史』巻52 列伝第42